# Rudak igénybevétele
A klasszikus mechanikában a rudak igénybevételei azok a belső erők és nyomatékok, melyek egy, a rúd tengelyére merőleges síkkal képzeletben elvágott felületén biztosítják, hogy az egyensúlyban lévő szerkezet egyben maradjon.
Rúd vagy tartó az olyan szerkezeti elem, melynek egyik mérete több nagyságrenddel nagyobb a másik kettőnél. A rudak lehetnek egyenes és görbe rudak. Ha egy rudat, melyre külső terhelések hatnak, képzeletben két részre vágjuk, akkor a rúd két része önmagában is egyensúlyban kell legyen. A képzeletbeli elvágás helyén olyan erőknek és nyomatékoknak kell ébredniük, melyek  az egyensúlyt biztosítják. Ezek a belső erők és nyomatékok a rúd igénybevételei. A belső erők ismerete a tartó szilárdsága szempontjából fontos. A belső erők természetesen nem megoszló erőként hatnak a teljes elvágási felület mentén, a szilárdságtan kontinuum modellje szerint mechanikai feszültség formájában jelentkeznek. Ezeknek a feszültségeknek az ismerete lehetőséget ad arra, hogy a szerkezet szilárdsága megítélhető legyen.
Az igénybevételek komponenseit a rúdhoz viszonyított helyzetük szerint a következőképpen nevezik:

## Rúdirányú erő

Belső erők egy keresztmetszetben

A rúd egy keresztmetszetének igénybevételei

A belső erő két komponensre bontható, a rúdirányú erőre és a rá merőleges nyíróerőre. A rúdirányú erő húzás, ha a gondolatban kettévágott rúd két részét el törekszik távolítani egymástól és nyomás, ha a két részt egymáshoz akarja szorítani. A rúdirányú erő a rúd tengelyére merőleges felületen egyenletes normális irányú σ feszültséget okoz. Normális (merőleges) feszültségnek azért hívják, mert a rúd keresztmetszetére merőleges irányban hat.

## Nyíróerő
A belső erőnek a tartó tengelyére merőleges komponense a nyíróerő. Ez az erő a gondolatban kettévágott rúd két darabját a vágási felület mentén szét akarja csúsztatni a rúd tengelyére merőleges irányban. Azért nevezik nyírásnak, mert egy olló használatakor ez a folyamat ténylegesen be is következik. A nyíróerő a vágási keresztmetszetben τ csúsztató feszültséget okoz, melynek nagysága és iránya a keresztmetszet mentén általában nem állandó. A csúsztatófeszültség iránya mindig a keresztmetszet síkjába esik, de a dualitási tétel szerint ugyanekkora nagyságú csúsztatófeszültség ébred a keresztmetszetre merőleges irányban is.

## Csavarónyomaték
A belső nyomaték szintén két komponensre bontható, a tengelyirányú vektorral jellemzett összetevő a csavarónyomaték, a tengelyre merőleges irányú nyomatékvektor a hajlítónyomaték. A csavarónyomaték nevének megfelelően a keresztmetszetet a rúd tengelye körül törekszik elfordítani, elcsavarni. Ez az igénybevétel szintén csúsztatófeszültségként jelenik meg a keresztmetszetben.

## Hajlítónyomaték
A belső nyomatéknak a rúd tengelyére merőleges komponense a hajlítónyomaték. A hajlítónyomaték valóban a rudat meghajlítani igyekszik, a keresztmetszetben változó nagyságú normális feszültséget okoz.

## A belső erők és nyomatékok meghatározása
Egy adott keresztmetszetben a belső erőket és nyomatékokat a tartónak a keresztmetszettől jobbra vagy balra lévő erővektorainak és nyomatékvektorainak összege adja:
{\displaystyle {\vec {F}}={\vec {F}}_{jobb}=\sum _{i=1}^{n}{\vec {F}}_{i\ jobb}=-{\vec {F}}_{bal}} és
{\displaystyle {\vec {M}}={\vec {M}}_{jobb}=\sum _{j=1}^{m}{\vec {M}}_{j\ jobb}=-{\vec {M}}_{bal}}, ahol
{\displaystyle {\vec {F}}_{i\ jobb}\,} a keresztmetszettől jobbra elhelyezkedő {\displaystyle i\,}-edik erő,

{\displaystyle n\,} a keresztmetszettől jobbra elhelyezkedő erők száma,

{\displaystyle {\vec {M}}_{j\ jobb}\,} a keresztmetszettől jobbra elhelyezkedő {\displaystyle j\,}-edik nyomaték,

{\displaystyle m\,} a keresztmetszettől jobbra elhelyezkedő nyomatékok száma.
A számításnál ügyelni kell arra, hogy nemcsak a terhelő erőket és nyomatékokat kell számításba venni, hanem a reakciókat is. Másik fontos dolog, hogy mindegy, hogy a jobb vagy bal oldali erőkkel és nyomatékokkal számolunk, de a továbbiakban figyelembe kell venni, hogy ezek egyenlőek, csak ellentétes előjelűek.

## Igénybevételi ábrák

Egyetlen, rúdra merőleges erővel terhelt tartó nyíróerő és nyomatéki ábrája

A tervező mérnöknek az igénybevételekre a szerkezet teherbírása megítélése szempontjából van szüksége. Ezért az igénybevételeket nemcsak egy keresztmetszetben vizsgálja, hanem a rúd egész hossza mentén. Ezért az igénybevételeket, illetve a jobb áttekinthetőség miatt azok komponenseit a rúdhossz függvényében számítják ki és ábrázolják. Ha a terhelések (a tartóra ható külső erők és nyomatékok) időben állandóak, más szóval statikus terhelések esetén az igénybevételek csak a keresztmetszetek rúd hossza mentén elfoglalt helyétől és a terhelésektől függ. Ezeknek a függvényeknek a grafikonjai az igénybevételi ábrák.
Az alábbiakban a szócikk csak az egyenes rudak igénybevételi ábráit ismerteti.

### Nyíróerő ábra
Koncentrált erőkkel terhelt rúd nyíróerő ábrájá szakaszonként állandó függvény írja le. A nyíróerő értéke jobbról balfelé haladva először a jobb oldali támasz reakcióerejével lesz egyenlő, a terhelőerőnél a diagramnak szakadása lesz, mivel az eddigi nyíróerő értékéből levonódik a terhelőerő, majd a másik reakcióerő ellenkező előjelű értékével folytatódik. Ha a terhelés több erőből áll, akkor értelemszerűen több szakaszból tevődik össze a nyíróerő ábra.
Ha a rudat a tengelyére (x) merőleges megoszló f=f(x) erő terheli, akkor a nyíróerő és a terhelés között az alábbi összefüggés áll fenn:
{\displaystyle {\frac {dT(x)}{dx}}=f(x)}
A megoszló erő (legtöbb esetben egyenletesen megoszló erőről van szó, azaz f(x)=t=állandó) függvényét ismerve az x-edik keresztmetszetben a nyíróerő integrálással határozható meg:
{\displaystyle T=\int f(x)dx}
Egyenletesen megoszló erő esetén:
{\displaystyle T=\int f(x)dx=\int tdx=tx+T_{0}}

### Hajlítónyomatékok ábrája
A koncentrált erők okozta Mh hajlítónyomatékot a keresztmetszet és az F erő közötti Δx távolság (az erő karja) valamint az erő szorzata adja. Koncentrált erők nyomatéki ábrája tehát lineáris szakaszokból (egyenesekkel határolt részekből) áll. Természetesen minden egyes újabb koncentrált erő helyén az ábrának töréspontja lesz:
{\displaystyle M_{h}=F\Delta x+M_{0}\,}
Megoszló terhelés esetén az összefüggés a hajlítónyomaték, a nyíróerő és a megoszló terhelés függvénye között:
{\displaystyle {\frac {d^{2}M_{h}}{dx^{2}}}={\frac {dT}{dx}}=f(x)}
Ha ismert már a nyíróerő függvénye, egyszerű integrálással meghatározható a nyomatéki ábra. Egyenletesen megoszló terhelés esetén a nyomatéki ábra másodfokú parabola lesz.
Az igénybevételi ábrákat a számítógépek elterjedése előtt a mérnökök grafikus módszerekkel határozták meg, ma a fenti egyenletek felhasználásával numerikus eljárások segítségével lehet megkapni.

## Külső hivatkozások
- Gáspár Zsolt, Tarnai Tibor, Német Róbert: Óravázlat a Statika tárgyhoz[halott link]